# L'Escadrille des nuages
 (mars 2025).
Si vous disposez d'ouvrages ou d'articles de référence ou si vous connaissez des sites web de qualité traitant du thème abordé ici, merci de compléter l'article en donnant les références utiles à sa vérifiabilité et en les liant à la section « Notes et références ».
L'Escadrille des nuages (雲のグラデュアーレ, Kumo no Guradyuāre), Graduale der wolken en allemand, est un manga en quatre tomes écrit par Hirokatsu Kihara et dessiné par Aki Shimizu. Ils ont été publiés au Japon entre 2001 et 2002 chez Media Factory, puis en France de 2005 à 2006 chez Soleil Manga.

## Histoire
À l’heure où les Zeppelins ont rendu les transports aériens plus sûrs, surgit du ciel une nouvelle forme de piraterie !
Rien ni personne ne peut les arrêter. Et leur efficacité est aussi redoutable dans les airs que sur la terre.
On ignore tout de ces nouveaux pirates. Pour qui agissent-ils ? On a déjà identifié une jeune fille, Rishu, aussi belle que dangereuse, un as du déguisement. Les autres, de véritables têtes brûlées, restent toujours masqués. Ensemble, ils forment «L’escadrille des nuages » ! Le ciel est leur domaine et plus aucune de vos richesses n’est à l’abri...

## Parutions en France
- Éditeur: Soleil Manga
- Format: 170 mm x 115 mm

- Tome 1 : sorti le ???, 208 pages  (ISBN 2849462144)
- Tome 2 : sorti le ???, 192 pages  (ISBN 2849463485)
- Tome 3 : sorti le ???, 192 pages  (ISBN 2849463914)
- Tome 4 : sorti le ???, 224 pages  (ISBN 2849463582)